# 파르홀론
파르홀론(아일랜드어: Partholón)은 《에린 침략의 서》에 등장하는 인물이다. 그는 에린 땅에 도래한 두 번째 무리의 지도자였다고 하며, 그 무리를 파르홀론인(아일랜드어: Muintir Partholóin)이라고 한다. 그들은 노아의 대홍수로 에린 땅에 사람이 살지 않게 된지 300년 뒤에 도래했다고 하며, 이 땅에 농사와 요리와 양조와 건축을 도입했다. 몇 년 뒤 파르홀론인들은 역병으로 인해 1주일 만에 전멸했다. 이 이야기는 켈트 신화가 아니라 순전히 기독교도 저자들이 창작해낸 사이비 역사인 것으로 보인다. "파르홀론"이라는 이름은 성경의 "바르톨로메우스"(Bartholomaeus) 또는 "바르톨로뮤"(Bartholomew)와 유사하며, 그 이름은 히에로니무스나 이시도르 등이 쓴 기독교 사이비역사에서 차용된 것으로 보인다.
파르홀론에 관한 이야기가 최초로 등장하는 것은 9세기 라틴어 문헌인 《브리튼인의 역사》이다. 여기서 "파르톨로무스"(Partolomus)가 천 명의 사람을 이끌고 아일랜드로 갔으며, 4천 명으로 불어났다가, 역병이 돌아서 1주일만에 다 죽었다고 한다.
11세기 문헌인 《에린 침략의 서》(LGE)에는 보다 상세한 이야기가 나온다. 여기서 파르홀론은 세라(Sera)의 아들이며 세라는 스루(Sru)의 아들이며 스루는 에스루(Esru)의 아들이며, 에스루는 프리어만트(Friamaint)의 아들이며, 프리어만트는 파호크타(Fathochta)의 아들이며, 파호크타는 마곡의 아들이며, 마곡은 야벳의 아들이며, 야벳은 노아의 아들이다. LGE에 따르면 퀘사르와 그 무리가 모두 죽게 된 뒤 에린 땅은 무주공산이 되었는데, 파르홀론과 그 무리는 고티아, 아나톨리아, 그리스, 시칠리아, 이베리아를 거쳐 대홍수 이후 300년 또는 312년이 지났을 때 현재의 케리 주 켄마어에 해당하는 인베르 스케네(Inber Scéne)에 상륙했다고 한다. 파르홀론의 아내는 델그나드였고, 세 명의 아들 슬랑가(Slanga), 루드라게(Rudraige), 라글린네(Laiglinne)가 있었다. 아들들의 아내는 각각 네르바(Nerba), 키크바(Cichba), 케르브나드(Cerbnad)였으며 이들을 따르는 천 명의 무리가 있었다. 《에린 왕국 연대기》에 따르면 그들은 세계가 탄생하고 2520년 되는 해에 도래했다고 하며, 제프리 키팅은 기원전 2061년이라고 한다.
제프리 키팅의 17세기 문헌 《에린의 역사》에서는 파르홀론의 출신성분에 관해 조금 다른 이야기를 하고 있다. 여기서 파르홀론은 그리스의 왕 세라의 아들이었는데, 자기 부모를 살해한 뒤 고향에서 도망친 것이라고 한다. 그는 부모를 공격하는 과정에서 왼쪽 눈을 잃었다. 그와 그 추종자들은 그리스를 떠나 시칠리아, 이베리아를 거쳐 에린의 서쪽에 상륙했으며, 이 과정에 7년이 걸렸다고 한다.
파르홀론이 도래했을 때 에린 땅에는 들판 한 개, 호수 세 개, 강 아홉 개밖에 없었다고 한다. 파르홀론인들은 들판 네 개를 더 개척했고, 호수 7개가 땅에서 솟았다고 한다. 그들은 이스 들판에서 키콜 그리켄코스가 이끄는 포모르와 싸워 이겼고, 이것이 에린 최초의 전쟁이었다고 한다. 포모르는 자연의 위험을 상징하는 비기독교의 신들로 해석된다.
LGE에 따르면 파르홀론인들ㅡ5천 명의 남자와 4천 명의 여자들은 오늘날의 탈라에 해당하는 곳에서 역병으로 인해 1주일 만에 몰살당했다고 한다. 보다 나중의 문헌에서는 파르홀론이 에린에 도래한지 30년이 지났을 때 죽었다고 하며, 나머지 사람들도 모두 역병으로 죽었다고 한다. 그러나 남자 한 명이 살아남았는데 그것이 파르홀론의 형제 스타른(Starn)의 아들 투안 막 카이릴이다. 그는 몇 차례에 걸쳐 동물로 변신하면서 수백 년 동안 살았고, 기독교 선교사 콜룸바가 활동하던 시기(6세기)에 카이렐(Cairell)이라는 영주의 아들로 환생했다. 그는 자기가 본 것을 모두 기억하고 있었고, 그래서 파르홀론의 이야기가 지금까지 전해져 오는 것이라고 한다.
파르홀론의 형제 타트(Tait)는 네메드의 증조부에 해당한다.

## 참고 자료
- John Morris (ed) (1980), Nennius: British History and the Welsh Annals
- R. A. S. McAllister (ed) (1941), Lebor Gabála Érenn: Book of the Taking of Ireland Part 1-5
- John O'Donovan (ed) (1848–1851), Annals of the Kingdom of Ireland by the Four Masters Vol 1
- D. Comyn & P. S. Dineen (eds) (1902–1914), The History of Ireland by Geoffrey Keating
- John Morris (1973), The Age of Arthur
- James MacKillop (1998), Dictionary of Celtic Mythology